# Новодостоваловська сільська рада
Новодостова́ловська сільська рада (рос. Новодостоваловский сельский совет) — сільське поселення у складі Білозерського району Курганської області Росії.
Адміністративний центр — село Новодостовалово.
Населення сільського поселення становить 433 особи (2017; 586 у 2010, 832 у 2002).

## Склад
До складу сільського поселення входять:
| Населений пункт        | Населення, осіб (2002) | Населення, осіб (2010) |
| ---------------------- | ---------------------- | ---------------------- |
| Мокіно, присілок       | 200                    | 154                    |
| Новодостовалово, село  | 310                    | 203                    |
| Песьяне, присілок      | 41                     | 22                     |
| Петуховське, присілок  | 105                    | 73                     |
| Пухова, присілок       | -                      | -                      |
| Романовське, село      | 169                    | 134                    |
| Чистолеб'яже, присілок | 7                      | -                      |